# روبرت أو. راي
روبرت أو. راي (بالإنجليزية: Robert O. Wray)‏ هو ضابط وكاتب أمريكي، ولد في 1957 في نيويورك في الولايات المتحدة.